# 60e cérémonie des New York Film Critics Circle Awards
La 60e cérémonie des New York Film Critics Circle Awards, décernés par le New York Film Critics Circle, a eu lieu le 22 janvier 1995, et a récompensé les films réalisés dans l'année précédente.

## Palmarès

### Meilleur film
- Quiz Show
  - Pulp Fiction

### Meilleur réalisateur
- Quentin Tarantino pour Pulp Fiction
  - Krzysztof Kieślowski pour Trois couleurs : Rouge

### Meilleur acteur
- Paul Newman pour le rôle de Donald "Sully" Sullivan dans Un homme presque parfait (Nobody's Fool)
  - Samuel L. Jackson pour le rôle de Jules Winnfield dans Pulp Fiction

### Meilleure actrice
- Linda Fiorentino pour le rôle de Bridget Gregory dans Last Seduction
  - Jennifer Jason Leigh pour le rôle de Dorothy Parker dans Mrs. Parker et le Cercle vicieux (Mrs. Parker and the Vicious Circle)
  - Crissy Rock pour le rôle de Maggie Conlan dans Ladybird

### Meilleur acteur dans un second rôle
- Martin Landau pour le rôle de Béla Lugosi dans Ed Wood
  - Paul Scofield pour le rôle de Mark Van Doren dans Quiz Show

### Meilleure actrice dans un second rôle
- Dianne Wiest pour le rôle de Helen Sinclair dans Coups de feu sur Broadway (Bullets Over Broadway)
  - Uma Thurman pour le rôle de Mia Wallace dans Pulp Fiction
  - Alfre Woodard pour le rôle de Carolyn Carmichael dans Crooklyn

### Meilleur scénario
- Pulp Fiction – Roger Avary et Quentin Tarantino
  - Quiz Show – Paul Attanasio

### Meilleure photographie
- Ed Wood – Stefan Czapsky

### Meilleur film en langue étrangère
- Trois couleurs : Rouge •  France  Pologne  Suisse

### Meilleur nouveau réalisateur
- Darnell Martin pour I Like It Like That (Babe)
  - Kevin Smith pour Clerks : Les Employés modèles (Clerks)
  - David O. Russell pour Spanking the Monkey

### Meilleur documentaire
- Hoop Dreams

### Prix spécial
- Jean-Luc Godard